# أثمان حبشي
أثمان حبشي (الاسم العلمي: Ipomea abyssinica)، نوع من جنس الأثمان وفصيلة المحمودية.